# Beramendi
Beramendi (Beramendi en euskera y de forma oficial) es una localidad española de la Comunidad Foral de Navarra perteneciente al municipio de Basaburúa Mayor y al concejo de Udave-Beramendi. 
Está situado en la Merindad de Pamplona, en la comarca de Ultzamaldea, y a 39 km de la capital de la comunidad, Pamplona. Su población en 2014 fue de 24 habitantes (INE).
Fue un antiguo señorío de realengo cuya pecha fue ajustada por fuero en el año 1192 por el rey Sancho VI el Sabio, De su patrimonio destaca la iglesia de la Asunción construida en el siglo XIX en estilo neogótico.

## Geografía física

### Situación
La localidad de Beramendi está situada en la parte suroeste del municipio de Basaburúa Mayor y este del concejo de Udave-Beramendi a una altitud de 518 m s. n. m. Por su término discurre el río Basaburúa.

## Demografía

### Evolución de la población
| Gráfica de evolución demográfica de Beramendi entre 2000 y 2011 |
|                                                                 |
| Datos según el nomenclátor publicado por el INE.                |